# Blenina brevicosta
Blenina brevicosta is een vlinder uit de familie visstaartjes (Nolidae). De wetenschappelijke naam van deze soort is voor het eerst geldig gepubliceerd in 1921 door A.E. Prout.
De soort komt voor in tropisch Afrika.